# Provincia de Silistra
La provincia de Silistra (en búlgaro: Област Силистра) es una provincia u óblast ubicado al noreste de Bulgaria. Limita al norte con el Danubio, frontera natural con Rumanía; al este con la provincia de Dobrich; al sur con las de Shumen y Razgrad y al oeste con la de Ruse.

## Subdivisiones
La provincia está integrada por siete municipios:
- Municipio de Alfatar (capital: Alfatar)
- Municipio de Dulovo (capital: Dulovo)
- Municipio de Glavinitsa (capital: Glavinitsa)
- Municipio de Kaynardzha (capital: Kaynardzha)
- Municipio de Silistra (capital: Silistra)
- Municipio de Sitovo (capital: Sitovo)
- Municipio de Tutrakan (capital: Tutrakan)

## Principales localidades
Las localidades con más de mil habitantes en 2011 son las siguientes:
1. Silistra, 35 607 habitantes
2. Tutrakan, 8641 habitantes
3. Dulovo, 6537 habitantes
4. Aidemir (Silistra), 6087 habitantes
5. Kalipetrovo (Silistra), 4266 habitantes
6. Chernik (Dulovo), 2343 habitantes
7. Iskra (Sitovo), 1809 habitantes
8. Pravda (Dulovo), 1751 habitantes
9. Alfatar, 1633 habitantes
10. Nova Cherna (Tutrakan), 1574 habitantes
11. Glavinitsa, 1569 habitantes
12. Okorsh (Dulovo), 1482 habitantes
13. Yarebitsa (Dulovo), 1439 habitantes
14. Chernolik (Dulovo), 1428 habitantes
15. Golesh (Kaynardzha), 1409 habitantes
16. Tsar Samuil (Tutrakan), 1398 habitantes
17. Sredishte (Kaynardzha), 1370 habitantes
18. Vokil (Dulovo), 1204 habitantes
19. Profesor Ishirkovo (Silistra), 1146 habitantes
20. Poroino (Dulovo), 1124 habitantes
21. Bradvari (Silistra), 1016 habitantes